# Christian Friedrich Boetius
Christian Friedrich Boetius (ou Boece, Boëtius), né le 1er avril 1706 à Leipzig et mort le 13 décembre 1782 à Dresde, est un graveur allemand.

## Biographie
Né en 1706 à Leipzig, Christian Friedrich Boetius est élève de Paul Christian Zink (de) et de C. A. Wartmann. Il grave au burin, à l'eau-forte, au lavis et à la manière de crayon.
Il réside principalement à Dresde, où il est nommé professeur de l'École supérieure des beaux-arts de Dresde en 1764.
Il grave plusieurs plaques pour la Gemäldegalerie Alte Meister, quelques portraits et divers autres sujets.
Il meurt en 1782 à Dresde.

## Œuvres

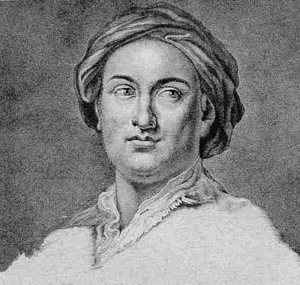
Giovanni Battista Casanova, d'après une peinture d'Anton Raphael Mengs.

Voici quelques-unes de ses meilleures estampes :
- Paysage avec un monument, d'après Bartholomeus Breenbergh[2].
- La Notte, d'après Antonio da Correggio.
- La Vierge et l'Enfant avec la famille du bourgmestre Meyer, d'après Hans Holbein le Jeune (une de ses meilleures œuvres).
- Paysage avec une vache et un mouton, d'après Karel du Jardin[2].
- Une femme tenant un pot avec des charbons, d'après Peter Paul Rubens[2].
- Sportifs à la porte d'une auberge, d'après Philips Wouwerman[2].
- Intérieur d'une auberge, d'après Thomas Wyck[2].
- Le Portrait de Boetius, en imitation d'un dessin à la craie, 1771[2].
- Portrait de Charles Hutin, le même[2], gravure avec deux crayons[3].
- Portrait de Anton Raphael Mengs, le même[2], gravure avec deux crayons[3].
- Portrait de Giovanni Battista Casanova : le même (ci-contre).